# Offensive d'Orakzai et de Kurram de 2010-2011
Cette page se comprend mieux après la lecture de Insurrection islamiste au Pakistan.
- En bleu, les régions tribales du Pakistan (le Sud et le Nord-Waziristan sont les deux districts du sud).
- En jaune, l'agence d'Orakzai, qui fait partie des régions tribales.
- En vert, la province de Khyber Pakhtunkhwa

Insurrection islamiste au Pakistan
Batailles
Bataille de Wana (2004) • Assaut de la Mosquée rouge (2007) • Première bataille de Swat (2007) • Bataille de Bajaur (2008) • Seconde bataille de Swat (2009) • Opération Rah-e-Nijat (2009) • Offensive d'Orakzai et de Kurram (2010 - 2011) • Opération Brekhna (2011) • Opération Zarb-e-Azb (2014)
L’offensive d’Orakzai et de Kurram (ou opération Khwakh Ba De Sham, en français « Je vais vous apprendre une leçon ») désigne les opérations militaires aériennes et terrestres actuellement menées par l'armée pakistanaise dans l'agence d'Orakzai et l'agence de Kurram depuis le 23 mars 2010 dans le cadre de l'insurrection islamiste du Nord-Ouest du Pakistan. L'armée combat des groupes islamistes armés opposés au gouvernement, dont le principal est le Tehrik-e-Taliban Pakistan (talibans pakistanais), ainsi que de nombreux autres groupes armés, parfois étrangers, combattant dans les régions tribales du Pakistan. 
Les premières opérations ont commencé dans cette zone fin 2009, avant un renforcement des bombardements et une offensive terrestre qui débute les 23-24 mars 2010. Elles font suite à l'opération Rah-e-Nijat, menée de juin à décembre 2009 dans le Waziristan du Sud, et sont liées à l'insurrection islamiste. L'offensive conduit, à partir de septembre 2010, au retour de la quasi-totalité de la région d'Orakzai sous le contrôle des autorités, alors qu'elle était dominée par les talibans depuis plus de deux ans.
Selon les sources officielles de l'armée, 90 soldats ont été tués et environ 230 blessées, contre plus de 2 000 insurgés islamistes tués, surtout dans des bombardements. Près de la moitié des habitants de l'agence d'Orakzai ont fui la région, faisant au moins 200 000 déplacés.

## Occupation et régime taliban
En juillet 2007, l'agence de Kurram est tombée sous le contrôle des talibans, à un moment où les tensions entre les groupes islamistes et les autorités augmentaient. Peu après, l'agence d'Orakzai est également tombée sous domination talibane. Auparavant, ces agences étaient principalement sous l'autorité de tribus locales. Les talibans ont imposé aux habitants une vision rigide de l'Islam, et ont effrayé la population pour obtenir leur collaboration. Les opposants, qui ont tenté de s'organiser en milice pour repousser les talibans, ont été persécutés et souvent assassinés. Les minorités religieuses ont aussi été persécutées, et forcées à quitter la région. En 3 ans, plus de 3 000 civils ont été ainsi tués dans la seule agence de Kurram. Certaines tribus réticentes ont également été attaquées par les talibans, et ont fini par se rendre. C'est d'ailleurs dans l'agence d'Orakzai qu'a eu lieu l'un des plus violents attentats du Pakistan : le 10 octobre 2008, 2 000 villageois formaient une réunion pour discuter la création d'une milice anti-talibane, quand une bombe a explosé dans la foule, tuant 110 personnes. Certains villages ayant soutenu les autorités ont été brulés et les opposants, ainsi que leur famille, ont été souvent obligés de quitter la région pour se cacher dans les grandes villes pakistanaises.

## Contexte, évolution de l'insurrection durant l'offensive

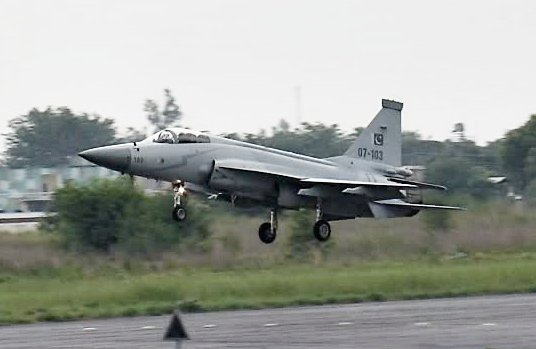
Un avion de l'armée de l'air pakistanaise atterrit dans une base de l'armée.

Cette offensive fait suite à l'opération Rah-e-Nijat, menée de juin à décembre 2009 dans le Waziristan du Sud. Les militants islamistes s'étaient ensuite déplacés dans d'autres zones des régions tribales, et surtout au Waziristan du Nord et dans l'agence d'Orakzai. Bien que l'armée mène désormais une opération de grande envergure dans cette dernière subdivision, ce n'est pas le cas pour le Waziristan du Nord, région accusée d'abriter de nombreux talibans afghans et pakistanais, ainsi que des membres d'Al-Qaïda.
Durant l'offensive d'Orakzai, un attentat raté a lieu à New York le 1er mai, et les talibans pakistanais revendiquant celui-ci sont accusés d'en être les organisateurs. Après les attaques de Lahore du 28 mai 2010, le 2 juin 2010, le ministre de l'intérieur Rehman Malik déclare que « les talibans du Pendjab préparent des attaques terroristes majeures », il accuse également le groupe Lashkar-e-Jhangvi (basé dans le Pendjab) d'être responsable des récentes attaques contre de Lahore.
Le 1er juillet 2010, un double attentat kamikaze fait 43 morts à Lahore, et le TTP dément en être responsable. Cet événement fait monter les tensions entre le gouvernement fédéral et le principal parti d'opposition, la Ligue musulmane du Pakistan (N) (LMPN), qui dirige notamment la province du Pendjab. Nawaz Sharif (chef de la LMPN) appelle à reprendre des négociations avec les talibans, alors que pendant ce temps, le Premier ministre Gilani continue d'appeler à l'union de la nation pour lutter contre le terrorisme. Le 9 juillet, un double attentat dans l'agence de Mohmand fait 104 morts. C'est le cinquième attentat le plus meurtrier de l'histoire du pays et il est revendiqué par les talibans. L'attaque visait une jirga (réunion de conseils tribaux) dans un bâtiment de l'administration locale. 
En juillet 2010, diverses opérations menées dans les alentours de Peshawar conduisent à l'arrestation d'environ 1 000 personnes soupçonnées de liens avec l'insurrection islamiste. L'annonce est faite par Mian Iftikhar Hussain, ministre de l'information dans le gouvernement local de la province de Khyber Pakhtunkhwa. Quelques jours plus tard, le 24 juillet, le fils du ministre est abattu par un inconnu. Le 2 août, le député provincial Syed Raza Haider (MQM) est assassiné à Karachi. L'évènement entraine plusieurs journées de violences dans la ville qui tuent plus de 60 personnes.

## Chronologie des opérations militaires

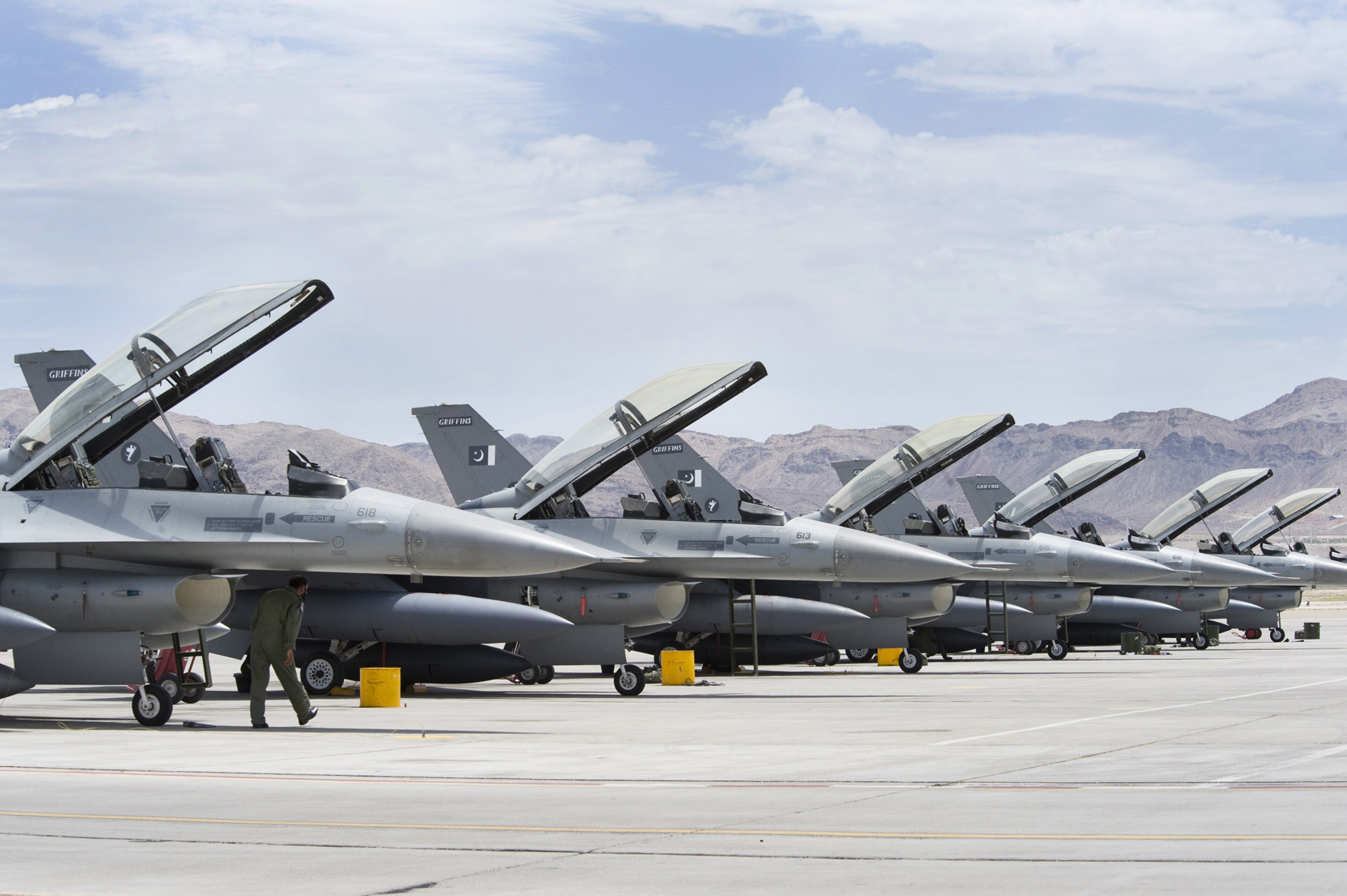
Six F-16 de l'armée de l'air pakistanaise aux États-Unis durant des exercices en juillet 2010.

### Mars 2010
- 21 mars : des troupes de l'armée pakistanaise provenant du district d'Hangu et de Kohat pénètrent l'agence d'Orakzai, en traversant la frontière sud d'Orakzai, à l'ouest de l'agence[10] (voir carte).
- 23 - 24 mars : l'armée tente de reprendre position à Kalaya, chef-lieu de l'agence, situé dans le centre-ouest[10]. Dans le même temps, des opérations militaires terrestres et aériennes auraient fait 21 morts parmi les combattants islamistes, selon les militaires[11], dans le centre d'Orakzai.
- 24 mars : les Nations unies installent un nouvel établissement dans un camp de réfugié du district d'Hangu, pour les déplacés d'Orakzai[12].
- 26 mars : 32 combattants islamistes et cinq soldats, dont un officier, sont tués lors d'un échange de feux près de Kalaya. Selon une source officielle, certains d'entre eux seraient ouzbeks[13], et semblent donc provenir du mouvement islamique d'Ouzbékistan, combattant dans le Nord-Ouest du Pakistan. Il y aurait aussi eu des combattants arabes et afghans[14].
- 27 mars : des frappes aériennes font onze morts parmi les islamistes[14].

### Avril

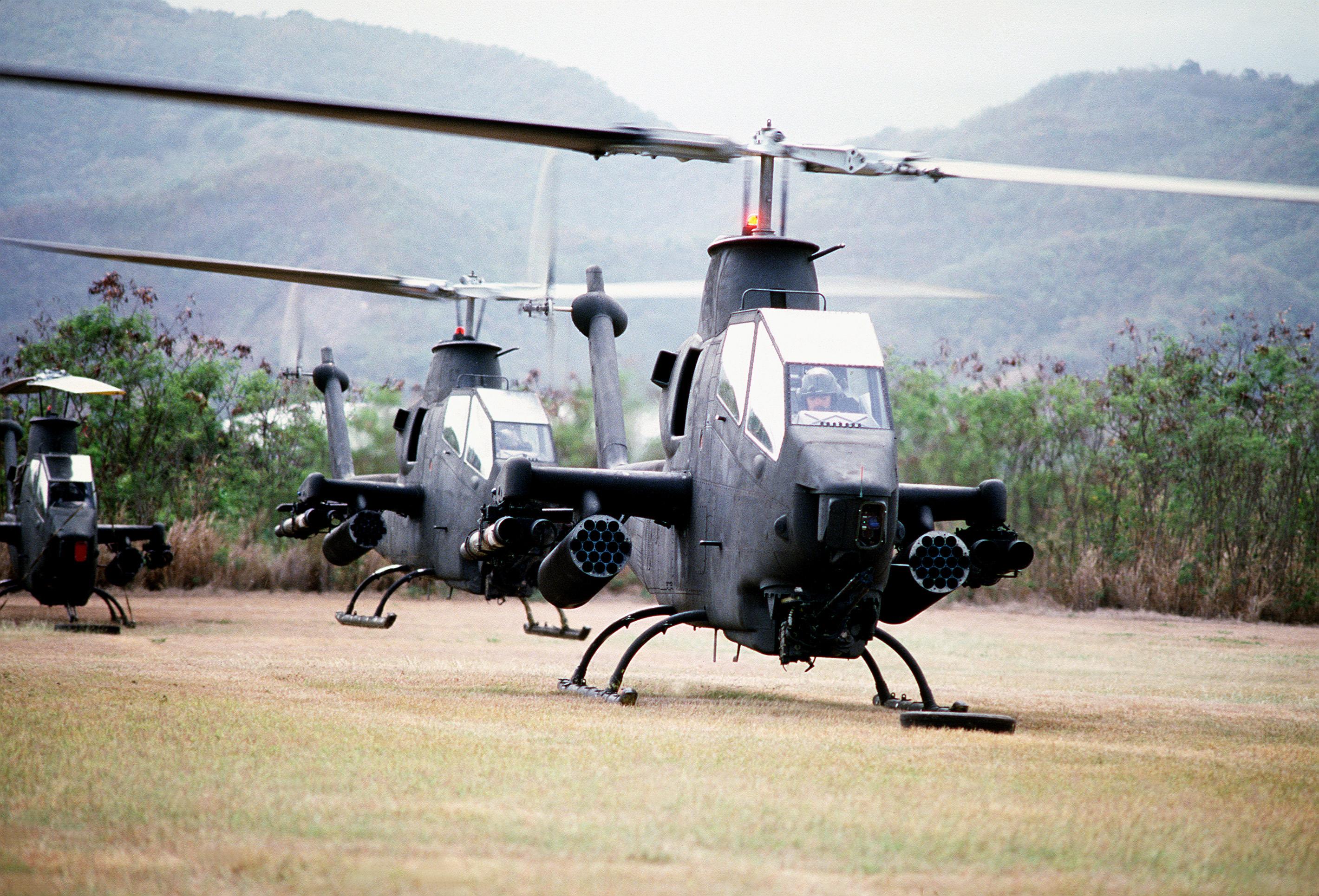
Des hélicoptères de combat de type AH-1 Cobra de l'armée américaine. L'armée pakistanaise possède 40 exemplaires de cet hélicoptère depuis de récentes livraisons en mars 2010.

- 9 avril : 18 combattants islamistes sont tués à Baizoti, au nord de l'agence, près de la frontière avec l'agence de Khyber[15].
- 10 avril : 54 talibans auraient été tués dans des bombardements alors que l'armée tentait de prendre le contrôle de la ville de Baizoti[15].
- 14 avril : environ 60 civils auraient été tués durant une attaque aérienne. Trois jours plus tard le chef de l'armée pakistanaise, Ashfaq Kayani, admet que cette attaque était une bavure de l'armée et a tué de nombreux civils. Cette bavure est d'autant plus gênante que les victimes appartenaient à une tribu qui soutenait le gouvernement[16].
- 28 avril : sept insurgés sont tués par des tirs d'artilleries de l'armée[17].

### Mai
- 2 mai : des hélicoptères de combat auraient tué au moins 21 insurgés[18].
- 3 mai : selon l'armée, des combats entre les combattants islamistes et l'armée auraient tué 11 militants dans le bas-Orakzai.
- 5 mai : fin officielle des opérations militaires dans le bas-Orakzai[18].
- 10 - 19 mai : des combats tuent 118 insurgés et onze soldats.
- 23 mai : l'armée annonce avoir tué trente-huit insurgés et blessé vingt-et-un autres durant un bombardement[19]. Dans le même temps, trente-cinq islamistes se rendent à l'armée dans l'agence de Bajaur, alors que les autorités donnaient un ultimatum pour que les insurgés abandonnent les armes.
- 25 mai : selon l'armée, une cinquantaine d'insurgés attaquent des soldats en mission près de la frontière avec l'agence de Khyber, 12 islamistes sont tués contre aucune perte au niveau des soldats, toujours selon l'armée[20].
- 26 - 27 mai : 40 militants tués dans des combats dont 15 dans des bombardements de l'aviation pakistanaise selon les autorités[21],[22].
- 28 mai : 80 combattants islamistes auraient été tués dans des opérations aériennes et terrestres, l'armée annonce également avoir détruit huit repaires des talibans[23].
- 29 mai : deux soldats tués dans leur voiture par une bombe posée sur le bord d'une route[24].
- 30 mai : 18 insurgés tués dans des bombardements[24].
- 31 mai : des bombardements tuent 42 insurgés selon l'armée, un commandant taliban, Hafiz Saeed, dément l'information, comme souvent[25].

### Juin

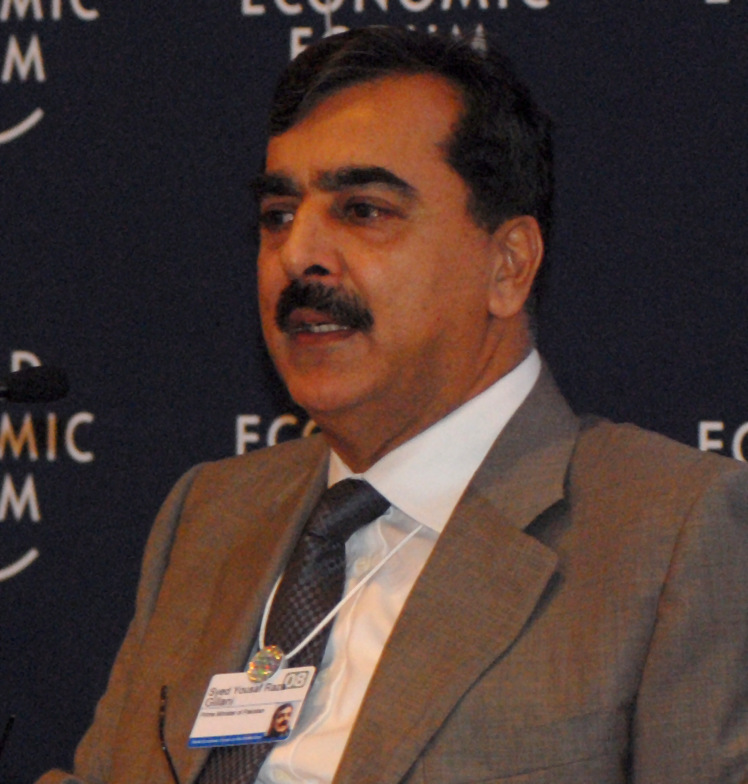
Youssouf Raza Gilani, 24e Premier ministre pakistanais, en poste depuis le 25 mars 2008.

- 1er juin : l'armée annonce la fin de l'offensive, tout en indiquant que les « opérations de stabilisation » se poursuivaient[26],[27]. Ashfaq Parvez Kayani, chef de l'armée pakistanaise, visite les deux agences d'Orakzai et de Kurram le même jour. Cependant, si le bas-Orakzai est stabilisé, ce n'est pas le cas dans le haut-Orakzai où de nombreux talibans sont encore implantés[28],[29].
- 2 juin : environ une vingtaine d'insurgés sont tués en Orakzai par des soldats de l'armée appuyés par des hélicoptères de combat, après que les islamistes avaient attaqué un point de passage contrôlé par l'armée[30]. Deux soldats auraient été blessés selon l'armée[2].
- 6 juin : 44 combattants sont tués dans trois combats différents dans le haut-Orakzai, l'armée affirme avoir renforcé ses positions dans cette zone[31],[32].
- 7 juin : onze insurgés sont tués dans l'attaque d'un point de contrôle tenu par l'armée, un soldat est tué et deux autres blessés[31],[33].
- 8 juin : six soldats sont tués lors d'une attaque d'un point de contrôle tenu par l'armée, puis l'armée réplique et aurait tué entre 30 et 40 insurgés[34],[35].
- 9 juin : des insurgés attaquent des convois de l'armée, les combats auraient tué six soldats et 40 combattants islamistes[36].
- 10 juin : des soldats épaulés par des hélicoptères de combat tuent environ dix insurgés[37].
- 12 juin : des bombardements auraient tué dix combattants[38].
- 14 juin : des opérations de l'armée pakistanaise tuent dix insurgés et en blessent six autres. L'armée annonce avoir démantelé 2 repaires des talibans[39].
- 19 juin : des opérations terrestres de l'armée dans le haut-Orakzai entrainent des combats qui tuent quatre insurgés, l'armée affirme avoir accru son contrôle en Orakzai[40].
- 20 juin : des frappes aériennes tuent 13 combattants islamistes et en blessent dix autres. L'armée affirme avoir détruit quatre repaires des talibans[41].
- 21 juin : une embuscade des combattants islamistes tue 3 soldats de l'armée, ces derniers répliquent et auraient tué environ 10 insurgés[42].
- 22 juin : des bombardements tuent 11 insurgés et auraient détruit un repaire des talibans[43], dans le même temps, une embuscade contre l'armée tue 4 soldats, puis ces derniers répliquent et auraient tué 40 insurgés[44].
- 23 juin : 24 insurgés et un soldat pakistanais sont tués quand les combattants islamistes ont attaqué un poste de contrôle tenu par l'armée[45].
- 24 juin : 8 insurgés sont tués dans des attaques de l'armée[46].
- 26 juin : environ 10 insurgés sont tués dans des bombardements de l'armée[47],[48].
- 30 juin : 20 insurgés auraient été tués dans des bombardements de l'armée en Orakzai[49].

### Juillet

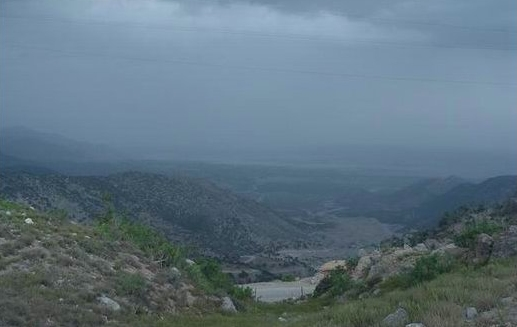
Une vue de l'agence de Kurram.

- 1er juillet : des combats entre deux groupes d'insurgés tuent 10 d'entre eux dans l'agence de Kurram. Un nombre important de combattants aurait en effet quitté l'agence d'Orakzai pour les zones voisines, dont l'agence de Kurram[50].
- 6 juillet : l'armée déclare que 80 % de l'agence de Kurram est « nettoyée des talibans ». Ces propos ont été tenus lors d'une conférence de presse à Parachinar, principale ville de l'agence. Environ 20 soldats et 200 insurgés auraient été tués dans cette agence depuis le début des opérations de l'armée, constituées pour beaucoup de frappes aériennes[3].
- 9 juillet : 12 insurgés sont tués dans des frappes aériennes. Dans le même temps l'armée déclare avoir sécurisé le centre le l'agence en plus de la partie basse, et que les combats continuaient dans la partie haute[51].
- 10 juillet : l'armée affirme avoir tué 15 insurgés et détruit 6 caches des talibans dans des bombardements dans le haut Orakzai[52].
- 11 juillet : l'armée affirme avoir tué 22 insurgés et détruit 2 caches des talibans dans des bombardements dans le haut Orakzai[53].
- 14 juillet : 24 insurgés sont tués dans des bombardements de l'armée dans le Nord-Ouest d'Orakzai[54], dont Taj Gul, un commandant taliban.
- 16 juillet : 22 insurgés sont tués dans des frappes d'hélicoptères de combat de l'armée dans le haut Orakzai. L'armée annonce également avoir détruit deux casemate des insurgés ainsi qu'un dépôt d'armes[55].
- 18 juillet : des frappes d'hélicoptères de combat tuent 15 insurgés, et auraient détruit 5 repaires des talibans, selon l'armée[56].
- 19 juillet : 20 combattants islamistes sont tués dans le haut-Orakzai et 22 dans l'agence de Kurram. Selon l'armée beaucoup de talibans se seraient déplacés de l'agence d'Orakzai vers celle de Kurram[57].
- 25 juillet : l'armée annonce avoir tué 15 insurgés dans le haut-Orakzai, ainsi que six dans l'agence de Kurram[58].

### Août

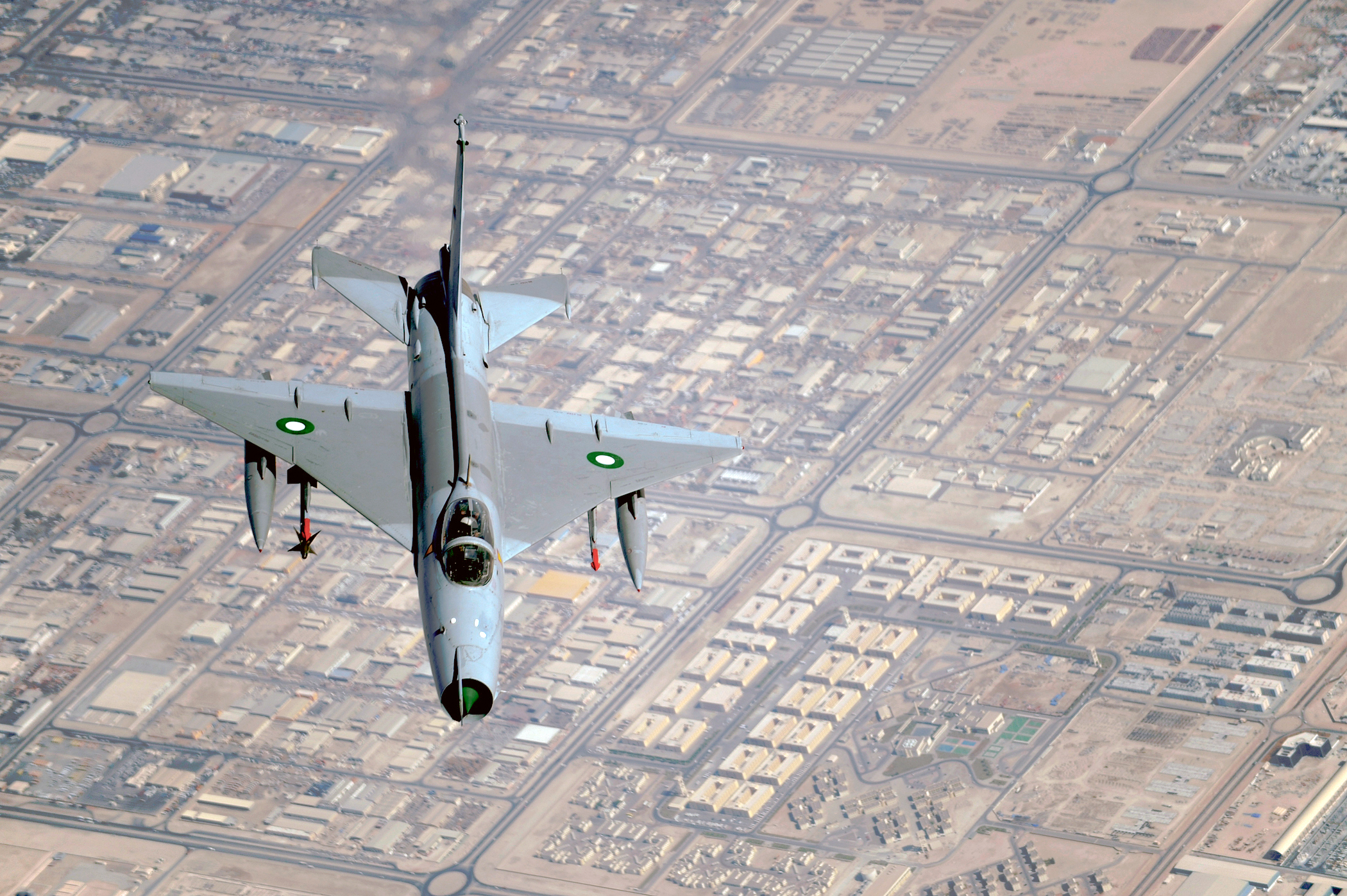
Un Chengdu J-7 de l'armée de l'air pakistanaise durant un exercice international auquel les États-Unis, le Royaume-Uni, la France et la Jordanie ont participé.

- 1er août : des bombardements dans le haut-Orakzai tuent 15 combattants islamistes[59].
- 2 août : 15 insurgés sont tués selon l'armée alors qu'ils attaquaient un point de contrôle tenu par l'armée. Le combat a eu lieu dans la région de Dabori (Orakzai), près de la frontière avec l'agence de Khyber[60].
- 19 août : 14 talibans et 1 soldat sont tués en Orakzai dans des combats près d'un poste de contrôle tenu par l'armée[61], 4 insurgés auraient aussi été tués dans l'agence de Kurram.
- 20 août : 8 insurgés et 1 soldat sont tués alors que les premiers attaquaient des positions de l'armée. L'armée a ensuite entrepris des recherches dans la zone de l'attaque, à l'ouest de l'agence, près de la frontière avec l'agence de Kurram, et conduisent à la découverte de caches d'armes[62].
- 23 août : une bombe explose dans un établissement scolaire dans l'agence de Kurram tuant 7 personnes qui participaient à une jirga[63].
- 25 août : 13 insurgés auraient été tués dans diverses opérations dans la partie haute de l'agence d'Orakzai, dont un commandant taliban, et plusieurs caches d'armes sont découvertes[64].

### Septembre
- 2 septembre : des hélicoptères de combat bombardent des caches des talibans et tuent 15 insurgés, dans l'agence de Kurram[65].
- 7 septembre : l'armée proclame sa victoire dans son offensive en Orakzai, indiquant que 90 % de l'agence est nettoyée des talibans, que tous leurs repaires ont été détruits, et que de nombreuses caches d'armes ont été découvertes[66].
- 10 septembre : sept talibans ouvrent le feu sur quatre lycéens se rendant à l'école, tôt le matin, dans le bas-Orakzai, tuant les quatre élèves. Cet évènement provoque la colère de la population locale qui organise une traque qui tue plusieurs talibans. Les forces de sécurité bombardent également plusieurs positions des talibans dans la zone. Au total, sept talibans auraient été tués, dont plusieurs ayant participé à l'attaque du matin.
- 20 septembre : des hélicoptères de combat tuent 8 talibans dans l'agence de Kurram.

### Octobre

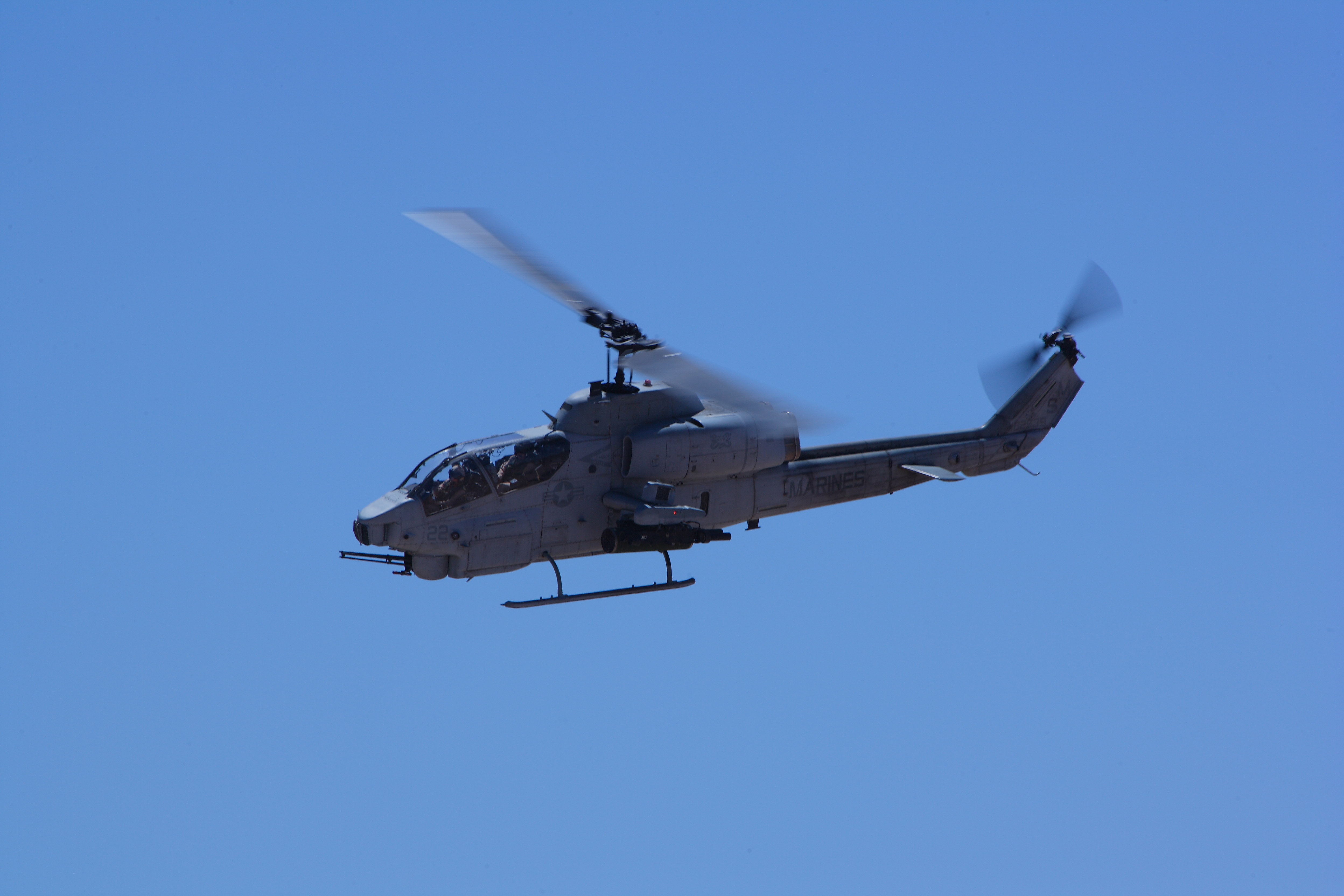
Un hélicoptère de combat de type AH-1 Cobra. L'armée pakistanaise possède 40 exemplaires de ce modèle.

- 5 octobre : dans l'agence de Kurram, des hélicoptères de combat tuent 18 insurgés en bombardant leurs positions.
- 20 octobre : une jirga réunissant 300 membres de six tribus différentes condamne les insurgés islamistes, et prend des décisions en faveur d'une meilleure harmonie entre les sunnites et les chiites. Des membres des deux communautés ont assisté à la jirga, ce qui est considéré comme une première depuis 8 ans dans la région[67].
- 21 octobre : dans l'agence de Kurram, une bombe télécommandée cachée sur le bord de la route et déclenchée au passage d'une voiture tue six talibans, dont un commandant, Hakim Khan. Cette attaque aurait été commise par un groupe insurgé rival.
- 22 octobre : six soldats sont tués dans l'agence d'Orakzai par une bombe posée sur le bord d'une route.
- 23 octobre : dans l'agence d'Orakzai, des hélicoptères de combat tuent 18 insurgés dans des bombardements. Ces actions sont présentées comme des représailles pour l'attentat de la veille, et l'armée mène des opérations de recherche dans la zone. Dans l'agence de Kurram, des forces paramilitaires ont tué cinq talibans en attaquant leurs positions, et des villageois ont tué un homme surpris en train de poser une bombe sur le bord d'une route.
- 24 octobre : des hélicoptères d'attaque tuent treize insurgés dans des bombardements dans le nord-ouest de l'agence d'Orakzai, et des caches d'explosifs ont été découvertes.
- 26 octobre : les militaires convoquent la presse internationale à Kalaya, chef-lieu de l'agence d'Orakzai. Ils indiquent que la quasi-totalité de l'agence est sous contrôle, à l'exception de la zone de Mamunzai, dans le nord-ouest[68]. Dans le même temps, un soldat et six insurgés sont tués dans des combats[69].
- 27 octobre : environ 350 membres de la communauté sikh retournent vivre dans l'agence d'Orakzai, qu'ils avaient quittée il y a plus d'un an alors à cause des persécutions par les militants islamistes. Ces derniers avaient demandé environ 100 000 euros par an pour assurer leur sécurité « de non-musulmans vivant dans un État islamique »[5].
- 28 octobre : un véhicule de l'armée partant de Kalaya est victime d'une bombe posée sur le bord de la route et actionnée par télécommande, tuant un soldat de l'armée et en blessant plusieurs autres. Quelque temps après, l'armée bombarde avec des hélicoptères des positions des talibans dans le nord et le nord-ouest de l'agence tuant 12 insurgés présumés[70].
- 29 octobre : 12 insurgés sont tués par des hélicoptères d'attaques dans diverses zones du Nord et du Sud de l'agence d'Orakzai[71].

### Novembre

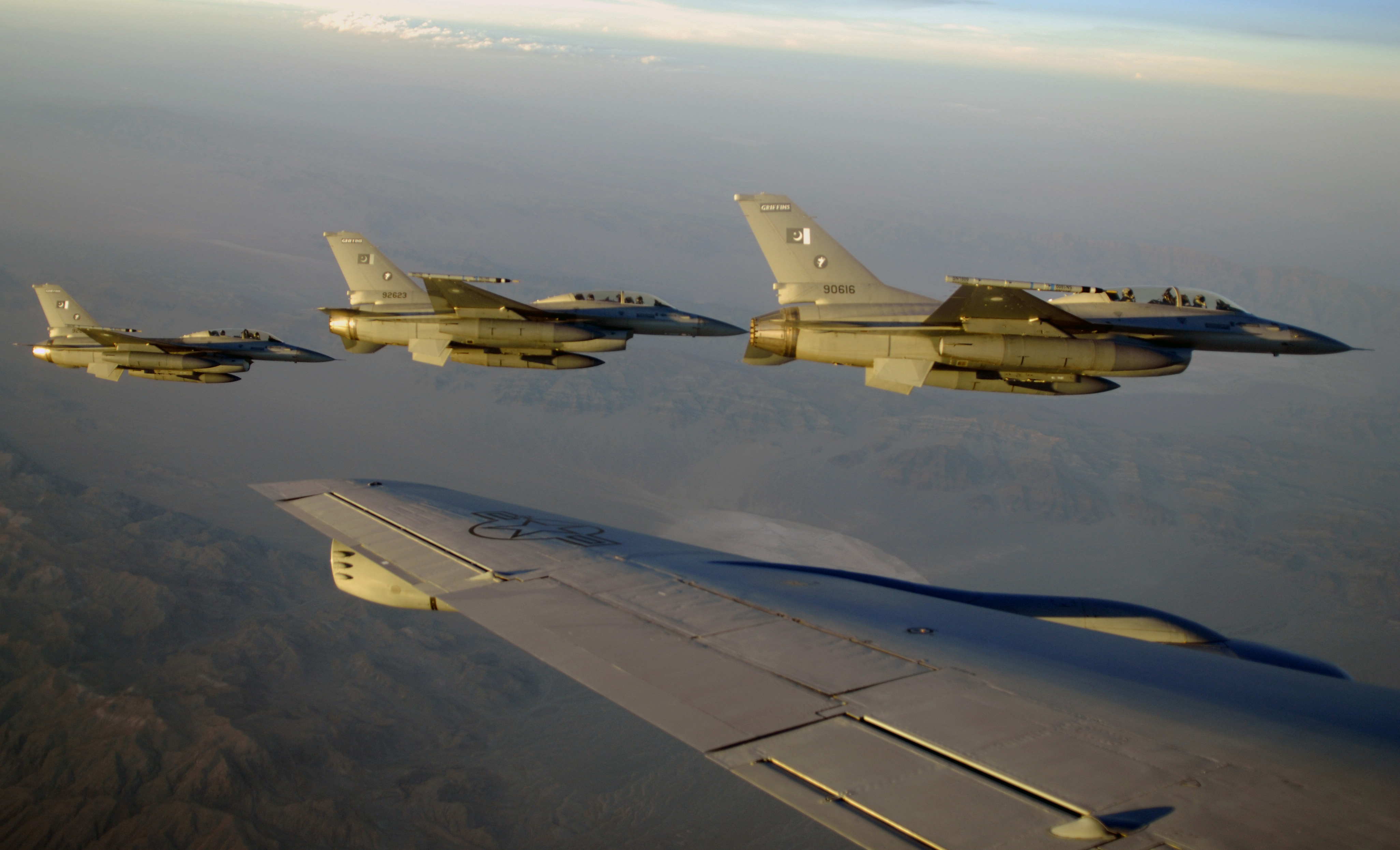
Des F-16 de l'armée pakistanaise en vol.

- 1er novembre : une douzaine de talibans ont été tués dans des frappes aériennes dans le bas-Orakzai[72].
- 4 novembre : dix combattants islamistes ont été tués quand des hélicoptères d'attaque ont bombardé leur position dans la région de Dabori (haut-Orakzai), à la suite de deux attaques à la bombe contre des convois militaires[73].
- 6 novembre : dix insurgés sont tués dans des attaques d'hélicoptères dans le bas-Orakzai, en réaction à la capture de 9 personnes par les talibans[74].
- 10 novembre : environ 15 insurgés sont tués dans des frappes d'hélicoptères d'attaque, et trois repaires sont détruits, dans diverses zones du haut-Orakzai (notamment dans la région de Mamunzai)[75].
- 11 novembre : des combats éclatent en Orakzai alors que les forces de sécurité tombent dans une embuscade tendue par les insurgés islamistes. Les combats auraient tué un soldat et six insurgés[76].
- 13 novembre : 8 talibans sont tués et 2 soldats blessés dans des échanges de tirs[77].
- 22 novembre : 14 insurgés sont tués dans des frappes d'hélicoptères d'attaque dans le haut-Orakzai, selon l'armée qui dit avoir mené des opérations de recherche qui ont conduit à la découverte de caches d'armes[78].
- 25 novembre : l'armée attaque des positions des talibans à l'artillerie et prétend avoir tué 8 insurgés. En dehors de l'offensive, des opérations conjointes de la police et de l'armée ont conduit à l'arrestation de 130 suspects dans le district d'Hangu, frontalier à l'agence d'Orakzai[79].

### Décembre 2010
- 8 décembre : un attentat à la bombe dans un marché de Kohat, chef-lieu de district de Kohat frontalier à l'agence d'Orakzai, tue 18 personnes en visant un bus qui transportait des déplacés chiites de l'offensive qui retournait dans l'agence d'Orakzai. Il est revendiqué par le TTP.
- 12 décembre : un camion transportant 1 100 kilogrammes d'explosifs est arrêté dans le district de Kohat. Le camion était parti du district de Nowshera et allait en direction de l'agence d'Orakzai.
- 13 décembre : les autorités ferment la frontière entre l'Afghanistan et l'agence de Kurram du 13 au 20 décembre dans le but d'éviter des attentats anti-chiites durant les célébrations de mouharram. Une route menant à Parachinar est également fermée.
- 15 décembre : l'armée annonce avoir tué 12 insurgés dans divers combats dans le haut-Orakzai[80].
- 29 décembre : des bombardements de l'armée auraient tué 7 insurgés dans l'agence de Kurram[81].
- 30 décembre : l'armée aurait tué 20 insurgés dans le bombardement d'une cache de talibans dans l'agence de Kurram[82].